# Ruffré-Mendola
Ruffré-Mendola (Rufré-Méndola in noneso) è un comune italiano di 407 abitanti della provincia di Trento, distante circa 2,5 chilometri dal passo della Mendola, che segna il confine con la provincia autonoma di Bolzano. Fino al 2005 si chiamava solo Ruffré. Da quel momento è dunque un comune sparso, dato che il capoluogo non ha mutato denominazione.

## Monumenti e luoghi d'interesse

### Architetture religiose
- Chiesa di Sant'Antonio, parrocchiale a Ruffré.

## Società

### Evoluzione demografica
Abitanti censiti

## Cultura
Nel periodo natalizio di tradizione vengono allestiti nei vari masi dei presepi.

## Infrastrutture e trasporti
Fra il 1909 e il 1934 a Ruffré era presente una fermata lungo la Tranvia Dermulo-Fondo-Mendola.

## Amministrazione
| Periodo         | Periodo         | Primo cittadino  | Partito      | Carica      | Note |
| --------------- | --------------- | ---------------- | ------------ | ----------- | ---- |
| 9 maggio 2005   | 16 maggio 2010  | Gianni Seppi     | Lista civica | Sindaco     |      |
| 17 maggio 2010  | 10 maggio 2015  | Fabrizio Borzaga | Lista civica | Sindaco     |      |
| 11 maggio 2015  | 13 giugno 2016  | Fabrizio Borzaga | Lista civica | Sindaco     |      |
| 14 giugno 2016  | 6 novembre 2016 | Luciano Fanti    |              | Comm. pref. |      |
| 7 novembre 2016 | in carica       | Donato Seppi     | Lista civica | Sindaco     |      |

## Sport
A Ruffré si può sciare sul Monte Nock, il quale ha una pista nera e una rossa, alle quali si può accedere attraverso una seggiovia biposto. Inoltre il Monte Nock è illuminato consentendo di sciare in notturna.
Inoltre su entrambe le piste sono organizzate molte gare di gigante e speciale, in quanto sono piste omologate Fisi.
Andando verso il Passo della Mendola, verso il Monte Roen si può trovare un altro impianto di risalita con partenza a 1368 m s.l.m. e arrivo a 1594 m s.l.m. e una lunghezza di 1371 metri con possibilità di sciare sulla pista blu lunga 1575 metri oppure continuare a salire a piedi, con le ciaspole o con sci d'alpinismo, sulla cima del Monte Roen.